# Kiril Meretskov
Kiril Afanásievich Meretskov (en ruso: Кирилл Афанасьевич Мерецков; Riazán 26 de mayojul./ 7 de junio de 1897greg. - Moscú, 30 de diciembre de 1968) fue un destacado líder militar soviético que combatió durante la Segunda Guerra Mundial donde alcanzó el grado militar de mariscal de la Unión Soviética (1944), así mismo fue galardonado con el título honorífico de Héroe de la Unión Soviética (1940) y Comendador de la Orden de la Victoria (1945).
Después de la guerra fue miembro candidato del Comité Central del PCUS (1939-1956) y miembro del Comité Central del PCUS (1956-1961).

## Primeros años
Nació en Riazán, Gubernia de Riazán, al sudeste de Moscú, en una familia campesina de una aldea rural de Nazarevo. Una vez terminada la escuela rural, se traslada a Moscú, empezando a trabajar como metalúrgico. Fue voluntario en el ejército imperial en junio de 1916, participando en la Primera Guerra Mundial, donde desempeñó la función de mecánico.

### Guerra Civil Rusa
Meretskov se afilió al Partido Obrero Socialdemócrata de Rusia, en su facción bolchevique en mayo de 1917.
Después de la Revolución de octubre, fue el jefe de los Guardias Rojos de Sudogod, en el Óblast de Vladímir, tomando parte en la supresión del levantamiento de los kuláks.
Entró en el ejército Rojo en 1918, y durante la Guerra Civil Rusa, tomó parte en la liquidación del motín de Guardias Blancos en Múrom, siendo herido, a su recuperación fue enviado a la academia militar de estado mayor, teniendo que abandonar intermitentemente los estudios diversas ocasiones para ejercer de ayudante de Estado Mayor cuando la necesidad era desesperada, al mando de Timoshenko en la 6.ª División de Caballería. Participó en los frentes Sur y Este, en las luchas contra Denikin, ”polacos blancos” y Wrangel. Un hecho que influiría en su futura carrera, será su intervención en el avance hacia Lublín en 1920 con el primer ejército de Caballería. Durante esas batallas, fue herido dos veces, y condecorado por su valentía en varias ocasiones.

### Década de 1920
Se graduó en 1921 en la academia militar del Ejército Rojo. En 1922 fue el jefe de Estado Mayor la 1.º División de Caballería de Tomsk, luego ayudante de estado mayor de la 15.º cuerpo de infantería, y ayudante de estado mayor de la 9.º división de infantería del Don. Entre 1924 y 1931 desempeñó diversos puestos en el Distrito Militar de Moscú, en el bielorruso, y en el ejército Rojo especial de Lejano Oriente, estando al mando de Kliment Voroshílov, Ieronim Uborévich y Vasili Blücher.
En 1928 se graduó en los cursos de Estudios Superiores de Mando del Ejército Rojo, siendo destinado ese año como jefe y comisionado de la 14.º división de infantería.
En 1931 es enviado a realizar entrenamiento secreto a Alemania, siendo a su vuelta nombrado Jefe de Estado Mayor de distrito militar de Moscú, y luego del distrito militar de Bielorrusia hasta 1934, y desde 1935, en el ejército Independiente Bandera Roja del Lejano Oriente. Es enviado en 1935 como observador a las maniobras realizadas en Checoslovaquia.

### Guerra civil española
Meretskov es enviado a la guerra civil española como asesor militar en octubre de 1936. La situación en ese momento era la de un cerco casi completo a Madrid por parte de las tropas franquistas. Meretskov interviene ante Largo Caballero, primer ministro y ministro de la guerra, así como con Asensio, su segundo, y el Jefe de Estado Mayor Toribio Martínez Cabrera, en la que se pone en marcha la organización del nuevo ejército republicano, ya que la mitad del ejército español estaba del lado de los sublevados, y el resto estaba en total desorganización.
Meretskov participó activamente mediante los consejeros militares soviéticos en la organización de 10 de las brigadas Internacionales en Albacete, que con escasa preparación fueron enviadas directamente al frente, así como de 3 brigadas internacionales. También intervino frente al anarquista catalán Buenaventura Durruti, convenciéndolo para que traslade a sus hombres para defender la república en la batalla de Madrid. En la defensa de Madrid, Merestkov colaboró con el General Rojo y con el general Miaja. En la batalla del Jarama, Meretskov estuvo a punto de ser herido al visitar a la 1.ª Brigada Mixta de Enrique Líster.
En la batalla de Guadalajara, tuvo un papel relevante en los primeros estadios de la ofensiva italiana, recomendando la reorganización de las tropas y cambio de mandos, que resultó efectivo, consiguiendo la detención de la ofensiva y una grave derrota a las tropas italianas, de la que no se recuperarían el resto de la guerra.
Después de la batalla de Guadalajara, Meretskov recibió la orden de volver a Moscú.

### Regreso a Moscú
A la vuelta de España, en mayo de 1937 fue nombrado subjefe del Estado Mayor General del Ejército Rojo. Con motivo del arresto de Ieronim Uborévich el 7 de junio de 1937, escribió una carta a Stalin y Kliment Voroshílov, afirmando que este no podía ser «un enemigo del pueblo», al mismo tiempo, solicitando sean enviados como soldados a España, y mostrar al «espía alemán, Leronim Uborévich, como es golpeado el enemigo».
En 1938 fue destinado como comandante en jefe de las tropas del Volga, y en 1939 fue nombrado jefe del Distrito Militar de Leningrado.

## Guerra de Invierno

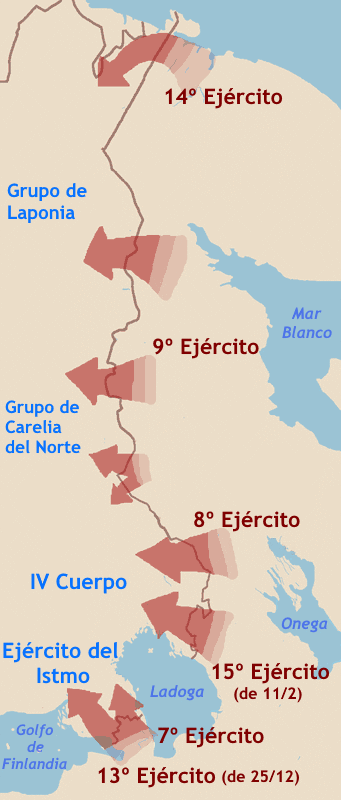
Movimientos iniciales en la Guerra de Invierno.

El 30 de noviembre de 1939, la Unión Soviética declaró la guerra a Finlandia, iniciándose la Guerra de Invierno. Meretskov, con el grado de Comandante de Ejército de 2.º Rango, estuvo a cargo de la ofensiva al corresponderle el mando del Distrito Militar de Leningrado.

### Primera ofensiva, diciembre de 1939
Al mando del 7.º ejército, el intento inicial de derrotar a los finlandeses fue un desastre, con unas graves pérdidas. A pesar de la arrolladora superioridad numérica, las fuerzas soviéticas estuvieron descoordinadas y pobremente equipadas para la campaña de invierno. A mediados de diciembre, la ofensiva fue suspendida debido a las grandes fracasos y pérdidas. Para el 22 de diciembre de 1939, los finlandeses pasaron al contraataque, pudiendo ser detenidas por las tropas de Meretskov con muchas dificultades.
El Mariscal Vasilievski dijo:

El Frente de Leningrado inició la guerra si preparación alguna para ello, con fuerzas insuficientes y suministros, estuvo estancada en el istmo de Carelia el mes entero, soportando graves pérdidas, y solo siendo capaz de asegurar la zona defensiva. Solo después de un mes, hubo aproximación a la línea Mannerheim, para tomar muy poco.

### Segunda ofensiva, enero-febrero de 1940
En enero de 1940 se llevó a cabo una reorganización militar, manteniéndose a Meretskov en posiciones de mando en el ejército, pero nunca más tuvo mando directo en el teatro de operaciones. El 1 de febrero de 1940, después de graves pérdidas, los soviéticos consiguen la ruptura de la línea Mannerheim en dirección a Víborg, siendo finalmente tomada la ciudad.

### Conclusiones de la Guerra de Invierno
Sin embargo, las culpas por estas pérdidas no recayeron en Meretskov. Los desencuentros entre el planeamiento estratégico de la guerra, a nivel de mando táctico, divisional y a niveles inferiores, fue abismal. La mayoría de los generales soviéticos no tenían experiencia, especialmente después de las purgas acaecidas en la década de 1930 pasaron factura, siendo el más destacado el Caso de la Organización Militar Trotskista Antisoviética, donde se ejecuta a los más eficientes y preparados jefes del ejército.  El único descargo para Meretskov, es que el mando de la operación fue dificultado por las deficientes órdenes superiores del Comisariado del Pueblo para la Defensa, el fiel a Stalin pero probadamente inepto Kliment Voroshílov, que ostentaba el mando superior de la operación. Sin embargo, a pesar del planeamiento y ejecución incompetente, Stalin traslada a Meretskov como jefe del 7.º Ejército, que también había tomado parte en la ofensiva. El mariscal Semión Timoshenko fue nombrado jefe del Distrito Militar de Leningrado.
Se afirma en descargo de Meretskov, que se le dio solo tres días para organizar un ataque con cuatro ejércitos, por lo que terminó en desastre.
Los soviéticos no fueron capaces de derrotar a los finlandeses, pero los obligaron a la firma de un armisticio el 12 de marzo, y Meretskov, al mando del 7.º ejército, obtuvo los méritos como parte del mando dirigente ruso, siendo ascendido al rango de general del ejército, y nombrado Héroe de la Unión Soviética, el más alto honor de la URSS, por decreto del Soviet Supremo de 21 de marzo de 1940, así como la Orden de Lenin y la medalla de oro n.º 242 de Héroe de la Unión Soviética.  Con posterioridad, en agosto de 1940, fue nombrado Jefe del Estado Mayor General.
A finales de diciembre de 1940, se realizó una conferencia estratégica militar en Moscú a la que asistió Meretskov. Durante la conferencia, se realizaron dos juegos de guerra, en las que Gueorgui Zhúkov, comandante del equipo enemigo, logró derrotar decisivamente al equipo soviético en una oportunidad. Stalin llamó a Meretskov para que explicase la derrota, pero éste no logró dar un buen informe. Inmediatamente, Stalin lo destituyó de su cargo de Jefe del Estado Mayor, que fue ocupado por Zhúkov.
En enero de 1941, Meretskov fue nombrado Subcomisario del Pueblo para la Defensa.

## Preludio a la Segunda Guerra Mundial
Por decisión del Soviet de Comisarios del Pueblo de la URSS de 4 de junio de 1940, Meretskov es nombrado general del ejército. En agosto de 1940 reemplaza al mariscal Sháposhnikov como jefe del Estado Mayor General del Ejército Rojo, y desde enero de 1941 es subjefe del Comisariado del Pueblo para la Defensa, para el entrenamiento en combate. Cuando se inicia la invasión alemana de la Unión Soviética, la Operación Barbarroja, iniciada el 22 de junio de 1941, Meretskov era miembro del Alto Mando Soviético, la STAVKA, e intentó de fraguar un plan contra el avance alemán.

## Detención, tortura, y liberación
En 24 de junio de 1941 es detenido en Moscú como participante en un golpe militar de «enemigos del pueblo», organizado con anterioridad por los generales ya ejecutados por traición y espionaje en el Caso de la Organización Militar Trotskista Antisoviética, Avgust Kork y Ieronim Uborévich. Se afirmó con posterioridad, que los cargos eran falsos.
Junto a Meretskov, fueron detenidos otros supuestos «conspiradores», como:
- Grigori Shtern (Григорий Михайлович Штерн),[2] Jefe de la Administración de Defensa Aérea, Héroe de la Unión Soviética, y Coronel-General. (ejecutado)[19]
- Borís Vánnikov (Борис Львович Ванников). Comisario del Pueblo de Armamento. Sobrevivió a la detención, llegando a general-coronel.[20]
- Yákov Smushkévich (Яков Владимирович Смушкевич),  Ayudante del Jefe de Estado Mayor General, dos veces Héroe de la Unión Soviética y Teniente General de aviación. (ejecutado)[21]
- Pável Rychagov (Павел Васильевич Рычагов), Subcomisario del Pueblo para la defensa, Héroe de la Unión Soviética y teniente-general de aviación. (ejecutado)
- Aleksandr Loktiónov (Александр Дмитриевич Локтионов), Subcomisario del Pueblo para la Defensa, Comandante en Jefe del Distrito Militar Especial del Báltico, y coronel-general. (ejecutado)[22]
- Gueorgui Sávchenko (Георгий Косьмич Савченко), subjefe de la Jefatura Superior de artillería del Comisariado del Pueblo para la Defensa y general-mayor de artillería. (ejecutado)[23]
- S. O. Sklizkov (С.О. Склизков), jefe de la división de control.
- F. K. Arzhenujin (Ф.К. Арженухин), Jefe de la academia de la fuerza aérea y teniente-general.
- I. F. Sakrier (И.Ф. Сакриер), subjefe del departamento superior de armamento de la administración central.
- Iván Proskúrov (Иван Иосифович Проскуров), Héroe de la Unión Soviética y mayor general de aviación. (ejecutado)
- Yákov Taubin (Яков Григорьевич Таубин), el más prominente diseñador de artillería.
- Entre muchos otros.

Fue encarcelado en la prisión de Sujánov, conocida por su dureza, que ya había visitado brevemente en 1937. Durante su detención, le fueron aplicados “métodos de acción física”, eufemismo de vejaciones y torturas por parte de los investigadores del NKVD, quebrando gravemente su salud, hasta el punto de poder hablar a duras penas. Durante los interrogatorios, tal como establecen los informes, reconoce su participación como uno de los líderes del golpe fascista-militar, así como reconoció ser un espía británico en confesión manuscrita. El objetivo del procedimiento del NKVD era que el detenido desee lo más rápidamente posible un tiro en la nuca, para evitar las continuas torturas.
En 1955, L. Shwartzman (Л. Шварцман), reputado como muy cruel entre los ya crueles interrogadores del NKVD, en las investigaciones sobre las purgas efectuadas en los años anteriores, declara:

Los métodos de acción física, el afirma, que se aplicaron a Meretskov, primero lo fueron a los oficiales Merlukov y Vlodzimirski, tanto yo como los investigadores Seimenkov y Sorokin. Se les pegaba con palos de goma. Para la detención de Meretskov se tenía el testimonio de 40 testigos sobre los hechos de haber participado en el golpe militar”.  A la pregunta: ¿Se daba cuenta que estaba pegando a los más importantes líderes militares, personas indefensas?, Shwartzman respondió: Había órdenes muy superiores, que no se ponían en discusión.

Como ejemplo ilustrativo al respecto de los métodos de Lavrenti Beria, jefe del NKVD, Nikita Jrushchov en sus memorias afirma que le dijo:

Escucha, déjamelo a mi solo una noche, y en mis manos confesará que fue el rey de Inglaterra.

El 8 de septiembre de 1941 fue liberado sin explicación o disculpas, siendo sacado de los calabozos, directamente llevado ante Stalin, y de ahí al frente. En la entrevista con Stalin, este simplemente le hace notar su mal aspecto, y pregunta por su salud. Recibe inmediatamente el mando del frente del Norte y Carelia. Se ha intentado explicar esta liberación por la desesperación de Stalin al estar escasos de generales competentes. En los archivos soviéticos, solo consta manuscrito en tinta roja en su expediente, “Meretskov, libre”, sin más documentación o explicación. Al mismo tiempo que Meretskov, fueron liberados los jefes militares, científicos y diseñadores que aún sobrevivían en las prisiones.

## Segunda Guerra Mundial

### Restitución en el mando

Situación del Frente Oriental durante el inicio del cerco de Leningrado.

Después de ser liberado en septiembre de 1941, se le asigna el mando del 7.º Ejército, y luego del 4.º Ejército, en el frente del Norte y Carelia. No vuelve a ocupar el anterior cargo de subjefe de Estado Mayor General, sino a mando de tropa. Mandó el Frente del Vóljov entre 1941 y 1944, ubicado entre el Frente de Leningrado y el Frente Noroccidental, salvo un breve periodo en 1942 en el que fue nombrado ayudante de Gueorgui Zhúkov en el Frente Occidental.

#### Batalla de Tijvin, noviembre de 1941
En noviembre de 1941, Meretskov fue nombrado jefe del cuarto ejército, enfrentado al grupo de ejército Norte alemán de Wilhelm Ritter von Leeb.
En la ofensiva de Tijvin de octubre de 1941, los alemanes cruzaron el río Vóljov, estableciendo una cabeza de puente culminando en la toma del nudo ferroviario de Tijvin el 8 de noviembre de 1941. Siendo la intención última de la misma aislar totalmente a Leningrado alcanzando el río Svir.
Meretskov en respuesta utilizó la defensa activa con constantes contraataques a los avances alemanes, deteniéndolos el 9 de diciembre de 1941, retomando Tijvin al día siguiente, haciendo retroceder a las líneas alemanas a las posiciones iniciales. El 27 de diciembre de 1941 los soviéticos intentan formar una cabeza de puente en la orilla occidental del río Vóljov, pero son rechazados.
La derrota de los alemanes en Tijvin, tuvo tres importantes consecuencias:
- Fue la primera derrota de los alemanes y su blitzkrieg.[3]
- Tuvo una crucial importancia para impedir la caída de Leningrado.[1][7]
- Tuvo una influencia directa sobre la Batalla de Moscú, por tener que trasladar tropas del grupo de ejércitos del Centro hacia este frente.

Si bien sus defensores apuntan a una brillante victoria, sus detractores apuntan que, a pesar de la ventajosa posición del grupo de Tijvin, habiendo detenido a los alemanes por tres lados, Meretskov dispersó los tanques y la artillería a lo largo de todo el frente, para conseguir la «presión» a los alemanes en el Vóljov, en vez de una acción más audaz, posible por su posición y ventaja. Sin haber finalizado aún la Ofensiva de Tijvin, en diciembre de 1941 Meretskov es nombrado jefe del Frente del Vóljov, manteniendo el mando hasta mayo de 1942.

#### Ofensiva de Liubán, enero de 1942
La Ofensiva de Liubán tenía como objetivo romper el cerco a la que estaba sometida Leningrado. Se planeó la operación en un ataque a lo largo del río Vóljov por los frentes de Leningrado y Vóljov por parte del 4.º, 59.º 2.º y 52.º ejércitos, en dirección a Liubán, para luego avanzar hacia el norte para enlazar con el Frente de Leningrado y rodear a las fuerzas alemanas, el 18.º ejército alemán.
La preparación de la ofensiva se intentó llevar en secreto, ejecutando lo que la doctrina militar soviética denominaba Maskirovka enmascaramiento. Como se comprobó más adelante, esta táctica fue un fracaso, ya que los alemanes habían detectado los movimientos y concentraciones de tropas desde el principio. Además de la pobre organización, falta de transportes y tropas poco entrenadas, el tiempo fue realmente duro.
El 52.º Ejército consiguió romper el frente, y el 2.º ejército de choque, al mando de Andréi Vlásov, traspasó las líneas alemanas 70 kilómetros, colocándose a su retaguardia al sur de Lyubian. En un rápido contraataque, el ejército alemán consigue aislarlo.
Con el 2.º Ejército de Choque embolsado al oeste del río Vóljov, al mando de Andréi Vlásov, los soviéticos intentan la ruptura del cerco por los flancos con el 59.º Ejército al mando del mayor general Iván Koróvnikov y del 52.º Ejército al mando del teniente general Vsevolod Lakovlev. El 2.º Ejército de Choque es totalmente aniquilado a finales de junio de 1942, en la que los alemanes denominaron «Operación Raubtier».
Los detractores de Meretskov apuntan a su responsabilidad en el cerco y extermino del 2.º Ejército de Choque por parte de los alemanes, por no haber previsto suministros ni reservas, así como una deficiente planificación. En todo caso, no ayudó el traslado de Meretskov al Frente Occidental y su sustitución por el teniente general Mijaíl Jozin, volviendo a ser nombrado Meretskov jefe del Frente del Vóljov ya con la bolsa del 2.º Ejército de Choque casi liquidada, que hizo un esfuerzo abriendo parcialmente el bloqueo con un corredor por el que pudieron escapar algunos soldados.
Entre mayo y junio de 1942, al estar subordinado el Frente del Vóljov al Grupo Operativo, Meretskov es nombrado ayudante de Gueorgui Zhúkov en el Frente Occidental., tomando el mando del 33.º ejército. Vuelve en junio al Frente del Vóljov, para organizar tardíamente el último esfuerzo de salvación del 2.º ejército de choque, al mando de Vlásov. Permanece al mando del frente del Vóljov hasta febrero de 1944, dedicado principalmente, y en coordinación con Leonid Góvorov, jefe del Frente de Leningrado, al levantamiento del cerco de la ciudad de Leningrado.

#### Siniávino, agosto de 1942
Se inicia una ofensiva conjunta entre los frentes de Leningrado y del Vóljov, contra el saliente del ejército alemán en la línea de Shlisselburg-Sinyávino, que llega hasta las orillas del lago Ládoga. Dicho saliente corta la línea de aprovisionamiento soviéticas con Leningrado.
Nuevamente usando las prácticas de la «Maskirovka», o técnicas de ocultación de movimientos de tropas, se reagrupa en el frente a 13 divisiones de infantería, 6 brigadas de tanques y más de 20 regimientos de artillería. Estos movimientos se hacen de noche, imponiendo el silencio radiofónico y reduciendo al mínimo las comunicaciones telefónicas. En especial, se tuvo especial cuidado en el reconocimiento aéreo alemán.
Meretskov supo que para el 26 de agosto los alemanes sospechaban algo debido al incremento desmesurado de envíos de aviones de reconocimiento a la zona, por lo que el 27 de agosto se inició la ofensiva. Tal como se confirmó más adelante, aunque los alemanes planeaban una acción preventiva para el 28 de agosto, la ofensiva los tomó por sorpresa, por lo que todos los preparativos secretos anteriores fueron considerados por Meretskov como un éxito de ocultación.
Hubo una penetración inicial de diez kilómetros, pero que no pudo ser ampliado por la respuesta alemana. En octubre, los alemanes reforzados contraatacan y anulan cualquier avance soviético, dejando las líneas como antes de la ofensiva.
El fracaso de la ofensiva, fue atribuido por Meretskov a diversas causas: al refuerzo alemán desde otras zonas, y a la debilidad de las tropas soviéticas. Con ello se cubrió la responsabilidad por las múltiples deficiencias de organización y aprovisionamiento. El fracaso de Sinyávino no tuvo especial relevancia en la carrera de Meretskov.

#### Ruptura del cerco de Leningrado, 1943
En un nuevo intento de romper el cerco de Leningrado, en acciones coordinadas entre Meretskov (Frente del Vóljov) y Góvorov (Frente de Leningrado), planean una ofensiva en la zona de Nóvgorod-Luzh-Siniávino-Shlisselburg, programando su inicio para principio de enero. Esta ofensiva es conocida como la Operación Chispa y “Operación Nóvgorod-Luzh”, intentó el aislamiento del 18.º Ejército alemán en el saliente de Shlisselburg, concentrando el avance por ambos lados en dirección a Sinyávino, iniciando el mismo el 12 de enero. Para el 18-19 de enero se había conseguido contactar ambos frentes en los alrededores de la pequeña localidad de Siniávino, tomando Nóvgorod las tropas al mando de Meretskov el día 20 de enero de 1943.
El resultado de esta operación es el contacto de ambos frentes, desalojando a los alemanes de sus fortificaciones al sur del lago Ládoga, en una estrecha franja de 8 a 11 kilómetros de ancho, que si bien significaba un enlace terrestre con la ciudad de Leningrado, perdida desde 1941, no era un levantamiento del cerco a la ciudad de Leningrado, toda vez que permitía solo un paso limitado de provisiones por una pequeña franja de terreno, batida por la artillería alemana.
A pesar del restablecimiento de la comunicación con Leningrado, los críticos de Meretskov critican que, a pesar de haber tenido 17 meses para prepararla, la ganancia territorial fue exigua. Los problemas de planificación son achacados a la escasez de acciones de reconocimiento del enemigo, igual que pasó frente a los finlandeses, ignorando en todo momento la capacidad de las tropas a las que se enfrentaba y la profundidad de su despliegue.

#### Leningrado-Nóvgorod, enero de 1944
Para levantar totalmente el bloqueo de Leningrado, se planeó un ataque coordinado entre los frentes de Leningrado y Vóljov, con objeto de destruir el 18.º ejército alemán, levantar el bloqueo y preparar la ofensiva para liberar las repúblicas bálticas.
Para esta ofensiva, en enero de 1944, las tropas y artillería de Meretskov triplicaban a las alemanas, y tenían seis veces más tanques, mientras que el ejército alemán estaba desgastado. La ofensiva se inicia el 14 de enero de 1944, por un ataque por los flancos, al sur de Leningrado dirigido por Góvorov, y al este de Nóvgorod dirigido por Meretskov, en dirección a Kingisepp y Luga, y con el objetivo de alcanzar el río Luga. La ofensiva es un éxito, destruyendo el 18.º Ejército alemán y levantando totalmente el asedio de Leningrado.

### Frente de Carelia, 1944-1945

#### Ataque a Finlandia, y retirada finlandesa de la guerra
Después del éxito en el levantamiento del cerco de Leningrado, en febrero de 1944, Meretskov es nombrado comandante del Frente de Carelia.
Entre junio y agosto de 1944, se desarrolla la operación “Svirsk-Petrozavodsk” (río Svir), con el objeto de liberar el sur de Carelia. La ofensiva contra los finlandeses partió el 10 de junio desde de ambas orillas del lago Ládoga, coordinando los avances del Frente de Leningrado de Góvorov y el Frente de Carelia de Meretskov.
Meretskov toma el control de 59.º ejército, con más de la mitad de las fuerzas del frente del Vóljov, así como el dominio aéreo, 3,3 veces más soldados, 3,5 veces más artillería y 11 veces más tanques que las fuerzas alemanas y finlandesas. A pesar de la disparidad de fuerzas, los avances de Meretskov fueron muy lentos, y más en comparación con el avance del general Svilin, que en condiciones de terreno muy desfavorables, establece una cabeza de puente de 6 kilómetros por 4 de profundidad. El éxito de la ruptura, según los detractores de Meretskov, vino dado por el empuje del Frente de Leningrado de Góvorov, así como del 2.º ejército báltico al mando de Popov. A pesar de todo, cayó la defensiva Línea Mannerheim y los finlandeses son derrotados en Carelia,
El éxito de la campaña fue obligar a los Finlandeses a retirarse de la guerra en octubre de 1944, conscientes de su inminente derrota, firman el segundo armisticio con la Unión Soviética el 4 de septiembre de 1944. Con la retirada finlandesa de la guerra, el general alemán Lothar Rendulic, jefe de las tropas alemanas de Finlandia, se abrió paso por el país, utilizando la táctica de tierra quemada como represalia de la «deserción» finlandesa.
Por los fallos en la operación, Stalin degradó y mandó a la reserva a varios generales, pero a pesar de todo, Meretskov fue confirmado como jefe del Frente de Carelia, y dirigió la siguiente la campaña transártica en el norte de Rusia, Finlandia y Noruega.

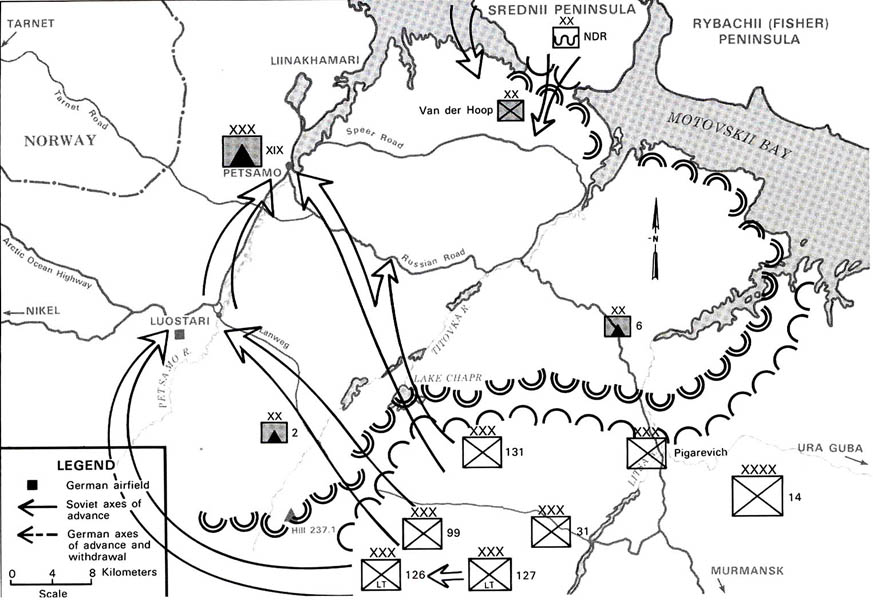
Plan soviético de la Operación Petsamo-Kirkenes

#### Operación Petsamo-Kirkenes
Meretskov, como jefe del Frente del Vóljov, y una vez conseguida la retirada de Finlandia la guerra, y replegadas las tropas alemanas en el norte, protegiendo las estratégicas minas de Pétsamo, especialmente las del estratégico níquel, la Stavka planeó la expulsión de los alemanes del ártico y la liberación del norte de Noruega.
Se inicia en octubre de 1944 la Operación Petsamo-Kirkenes. Tropas del Frente de Carelia actuaron en coordinación con la Flota del Norte, tanto para la protección como con una serie de desembarcos anfibios en la retaguardia alemana, derrotando al enemigo en el transártico. Consiguiendo finalmente liberar la ciudad noruega de Kirkenes el 25 de octubre de 1944.
Los historiadores soviéticos describen el mando de Meretskov como una hábil selección de la dirección de la ofensiva y hábil concentración de las tropas, material técnico y reservas, y todo ello a pesar de la escasez de caminos y problemas de comunicación. Se realizó una maniobra envolvente en la retaguardia, con gran éxito, así como desembarcos por parte de la flota del norte y la flotilla del Onega.

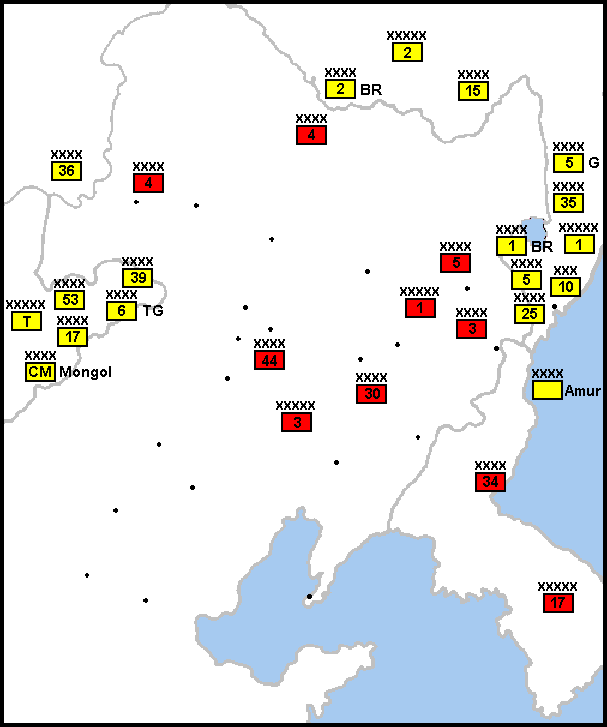
Disposición de las fuerzas soviéticas y japonesas antes de la invasión
Ejércitos Soviéticos en amarillo
Ejércitos Japoneses en rojo.

Por el éxito de esta ofensiva, es ascendido a Mariscal de la Unión Soviética de 26 de octubre de 1944.

### Guerra contra Japón, Operación Tormenta de agosto de 1945
La Operación Tormenta de Agosto, o la Batalla de Manchuria comenzó el 8 de agosto de 1945, con la invasión soviética del estado títere japonés de Manchukuo; la invasión más grande incluiría el vecino Mengjiang, así como el norte de Corea, el sur de Sajalín y las islas Kuriles. Marcó la primera y única acción militar de la Unión Soviética contra el Imperio del Japón durante la Segunda Guerra Mundial.
La invasión comenzó dos días después del lanzamiento de la primera bomba atómica sobre Hiroshima por los Estados Unidos, y un día antes del lanzamiento de la segunda bomba atómica sobre Nagasaki.
Esta invasión fue producto de la Conferencia de Yalta, donde Stalin había aceptado las peticiones de los Aliados para acabar con el Pacto de Neutralidad con Japón y entrar en el Teatro del Pacífico de la Segunda Guerra Mundial en los tres meses posteriores al fin de la guerra en Europa.
Para dirigir la ofensiva, fue nombrado el Mariscal Aleksandr Vasilevsky a cargo de tres Frentes soviéticos (Grupos de ejércitos):
- Frente del Transbaikal: comandado por el Mariscal Rodión Malinovski debía tomar Mengjiang y la parte occidental de Manchukuo.
- Segundo Frente del Lejano Oriente: comandado por el General Maksim Purkáyev, debía tomar la parte norte de Manchukuo.
- Primer Frente del Lejano Oriente: comandado por el Mariscal Kirill Meretskov, debía tomar la parte oriental de Manchukuo.[2]

Meretskov fue nombrado jefe del 1.º Frente de Lejano Oriente o Grupo de Primorie (en el krai de Primorie), dirigiendo el ataque contra las tropas japonesas con éxito, enfrentándose al ejército del japonés del Kwantung, y liberó gran parte del noreste de China y Corea del Norte, en una campaña de 9 días de duración.
El Frente de Primorie era la zona más fuertemente fortificada de Manchuria, en la que Meretskov aplicó ampliamente en el Lejano Oriente su experiencia en la ruptura de zonas fortificadas. adquirida en la Guerra de Invierno y las acciones en el frente de Carelia. Usó ampliamente acciones de tropas avanzadas, así como desembarcos aéreos y marítimos.

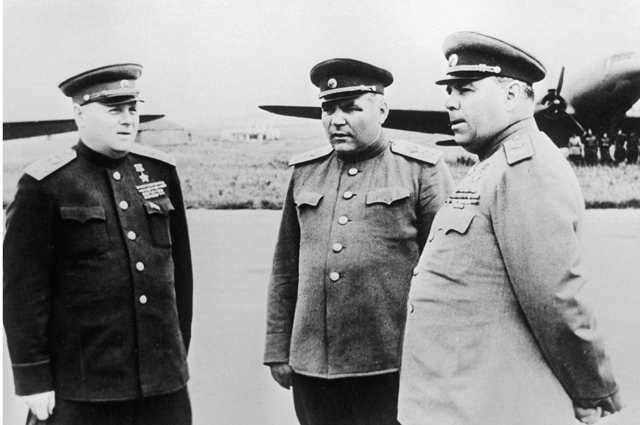
Los Mariscales de la Unión Soviética Kirill Meretskov, Rodion Malinovsky y Alexandr Vasilevsky (de izquierda a derecha) en el aeródromo de Dalian, China

El 24 de junio de 1945, el Mariscal de la Unión Soviética Kiril Meretskov participó en el histórico Desfile de la Victoria de Moscú en la Plaza Roja, al frente de las unidades del Primer Frente del Lejano Oriente.

## Posguerra
Meretskov está considerado por la historia oficial soviética como uno de los mejores generales de la Unión Soviética en la Segunda Guerra Mundial, siendo uno de los más condecorados. En general, el desempeño de Meretskov durante la Segunda Guerra Mundial es más bien modesto, aunque, según sus detractores, injustamente la historia soviética lo ha puesto al mismo nivel que los grandes mariscales soviéticos.
Después de la Guerra, Meretskov mandó diversos Distritos Militares hasta 1955, incluido el Distrito Militar de Moscú entre 1947-49, cuando fue nombrado Ayudante del Ministro de Defensa, empleo que mantuvo hasta 1964. En ese año, fue nombrado inspector general del Grupo de Inspectores Generales del Ministerio de Defensa de la URSS, un importante puesto ceremonial.
Kiril Mereskov falleció el 30 de diciembre de 1968, en Moscú. La urna conteniendo sus cenizas fue enterrada en la Necrópolis de la Muralla del Kremlin.
Una escuela de mando de tanques en Blagovéshchensk, en el Lejano Oriente, así como numerosas calles en Moscú, Nóvgorod y otras ciudades, llevan su nombre.

## Promociones
- Komdiv (20 de noviembre de 1935)
- Komkor (22 de febrero de 1938)
- Komandarm de 2.º Rango (8 de febrero de 1939)
- General del Ejército (4 de junio de 1940)
- Mariscal de la Unión Soviética (26 de octubre de 1944)[42]

## Condecoraciones

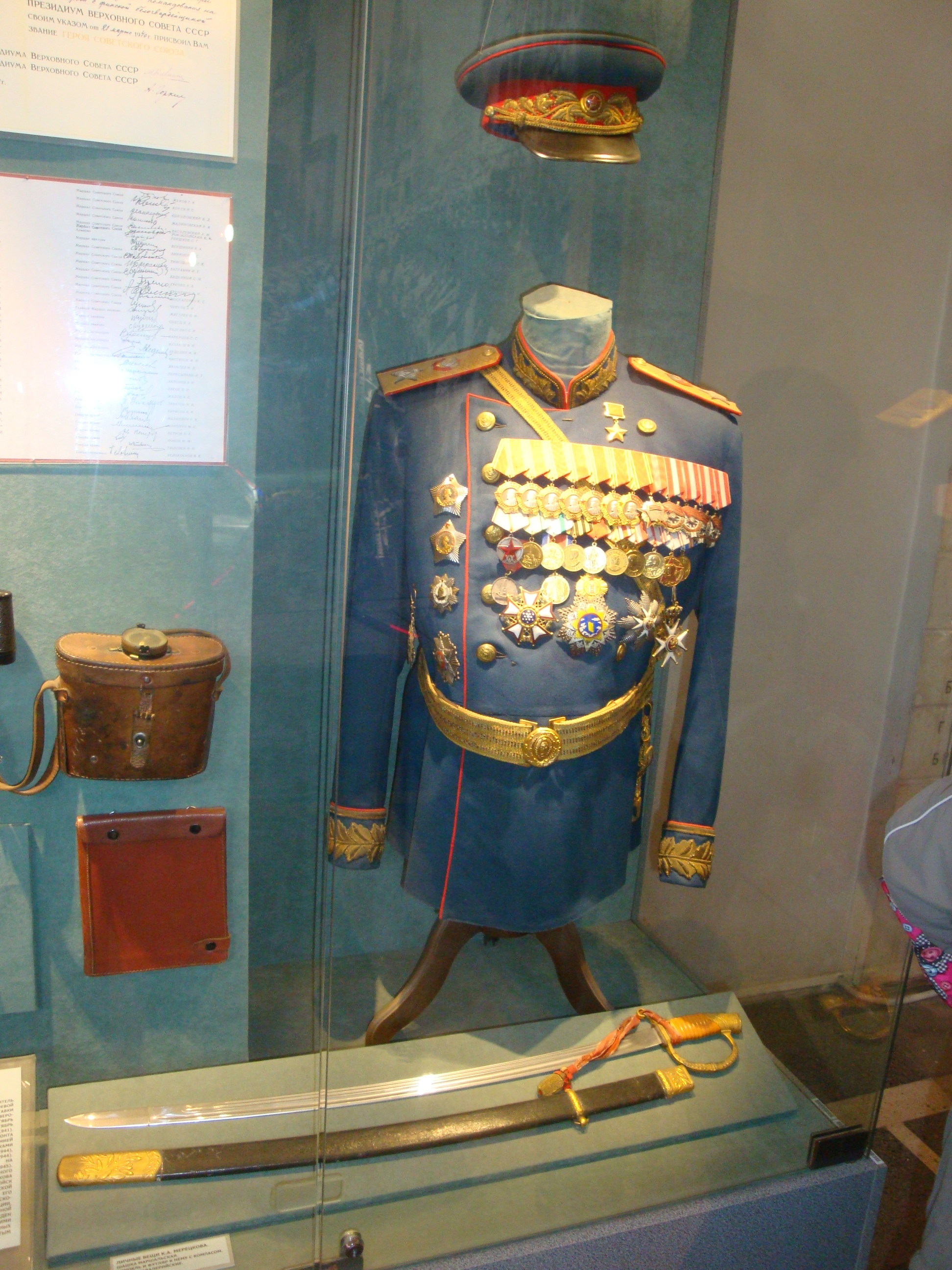
El uniforme de Meretskov con sus condecoraciones

A lo largo de su extensa carrera militar Kiril Meretskov recibió las siguientes condecoraciones soviéticas:
- Héroe de la Unión Soviética (1940).
- Orden de la Bandera Roja, cuatro veces (1928, 1938, 1944 y 1947).
- Orden de Lenin, siete veces (1937, 1940, 1944, 1945, 1947, 1957 y 1967).
- Orden de Kutúzov, de 1.er grado (29 de junio de 1944)
- Orden de Suvórov de 1.er  grado, tres veces (1943, febrero de 1944 y junio de 1944).
- Orden de la Victoria N.º 18 (1945).
- Orden de la Revolución de Octubre (1968).
- Medalla por la Defensa de Leningrado (22 de diciembre de 1942)
- Medalla por la Defensa del Ártico Soviético (5 de diciembre de 1944)
- Medalla de la victoria sobre Alemania en la Gran Guerra Patriótica 1941-1945 (9 de mayo de 1945)
- Medalla de la victoria sobre Japón (30 de septiembre de 1945)
- Medalla Conmemorativa del 20.º Aniversario de la Victoria en la Gran Guerra Patria de 1941-1945 (7 de mayo de 1965)
- Medalla del 20.º Aniversario del Ejército Rojo de Obreros y Campesinos (22 de febrero de 1938)
- Medalla del 30.º Aniversario de las Fuerzas Armadas de la URSS (22 de febrero de 1948)
- Medalla del 40.º Aniversario de las Fuerzas Armadas de la URSS (18 de diciembre de 1957)
- Medalla del 50.º Aniversario de las Fuerzas Armadas de la URSS (26 de diciembre de 1967)
- Medalla Conmemorativa del 800.º Aniversario de Moscú (20 de septiembre de 1947)
- Medalla Conmemorativa del 250.º Aniversario de Leningrado (16 de mayo de 1957)

También recibió las siguientes condecoraciones extranjeras:
- Orden de la Nube y el Estandarte con Gran Cordón Especial (República de China, 1945)
- Medalla por la Victoria sobre Japón (República Popular de Mongolia, 1946)
- Orden de la Bandera Nacional, 1.ª clase (Corea del Norte, 1948)
- Medalla por la Liberación de Corea (Corea del Norte, 1948)
- Caballero Gran Cruz de la Orden de San Olaf (Noruega, 1945)
- Legión al Mérito, Comandante en Jefe (Estados Unidos, 1946)